# SRAD
SRAD ist das Kürzel der Systembezeichnung eines von Suzuki verwendeten Ram-Air-Systems mit dem Namen Suzuki Ram Air Direct. Anwendung findet dieses System in der Zweiradsparte von Suzuki.
Prinzipiell wird hier kühlere Außenluft zugeführt, durch den vom Fahrtwind erzeugtem Staudruck über Lufteinlässe an der Motorradfront. Dies dient im günstigsten Falle einer Leistungssteigerung, die sich mit zunehmendem Staudruck erhöht.
Erstmals kam dieses System bei der Suzuki GSX-R 750 GR7DA des Modelljahres 1996 zum Einsatz. Diese Baureihe ist deshalb auch mit der Zusatzbezeichnung SRAD versehen und gliedert sich in die Modelle GSX-R 750 (Modelljahr 1996-1999) und Suzuki GSX-R 600 (Modelljahr 1997–2000).
Die Folgemodelle GSX-R750 Y-K3 (Baujahre 2000–2003) und alle darauf folgenden Modelle besitzen ebenfalls das "SRAD" System.
Darüber hinaus kam das System der ersten Generation auch in der Suzuki TL1000 zum Einsatz.
Das SRAD-System findet bis heute Anwendung in der GSX-R-Baureihe.